# Cosima Lange
Cosima Lange (* 5. September 1976 in Hamburg) ist eine deutsche Autorin, Filmproduzentin und  Filmregisseurin. Sie betreut regelmäßig die Arte-Kurzfilmproduktion und gibt weltweit Filmseminare.

## Leben und Wirken
Cosima Lange studierte nach zweijährigen Praktika und Assistenzen im Filmbereich von 1998 bis 2003 Produktion an der Filmakademie Baden-Württemberg und erhielt 2003 ihr Diplom in Produktion. Nach Abschluss des Studiums arbeitet sie u. a. als Herstellungsleiterin für die Kurzfilmreihen des Atelier Ludwigsburg-Paris im Auftrag von Arte.
Cosima Lange gründete im Januar 2005 mit Nina Klingen die Produktionsfirma „fliegende fische film“, die im Januar 2008 aufgelöst und in eine kreative Autoren- & Regie-Gemeinschaft „fliegende fische creative pool“ umgewandelt wurde.
Am 25. Dezember 2015 startete ihre Dokumentation über David Helfgott Hello I Am David! Eine Reise mit David Helfgott in den österreichischen, am 7. Januar 2016 in den deutschschweizer sowie am 21. Januar in den deutschen Kinos.

## Filmographie (Auswahl)
- 2004: Vakuum (Spielfilm)
- 2006: Chamamé (Musik-Dokumentarfilm)
- seit 2008: Pioneers of Dawn (Kino-Dokumentarfilm)
- 2011: Die Weltbürgerin (Dokumentarfilm in Koproduktion mit ZDF/3sat)
- 2015: Hello I Am David! Eine Reise mit David Helfgott (Musik-Dokumentarfilm)